# Universidad Nacional de Singapur
La Universidad Nacional de Singapur (en inglés National University of Singapore, abreviado NUS) es una universidad pública; así como la mayor y más antigua de Singapur. Pertenece a la asociación International Alliance of Research Universities.

## Historia
La NUS se fundó en 1905 como Escuela Superior de Medicina con el nombre The Straits Settlements and Federated Malay States Government Medical School. En 1913 se renombró a King Edward VII Medical School y en 1921 a King Edward VII College of Medicine. En 1928 se fundó el Raffles College según los deseos de Thomas Stamford Raffles, con el propósito de conseguir una colonia culta y civilizada. En 1949 se fusionó con King Edward VII College of Medicine para resultar en la  Federación Malaya (University of Malaya). 
Con el incremento de independencia de Singapur se convirtió entonces en Universidad de Singapur (University of Singapore) y, finalmente, en 1980 tras la integración con la Universidad de Nanyang, fundada en 1955, resultó en la Universidad Nacional de Singapur (National University of Singapore).

## Actualidad
La NUS es una de las principales universidades en el Sureste Asiático y tiene el objetivo de convertirse en una entidad global de saber.[cita requerida] Tiene más de 32.000 estudiantes (2009) repartidos en 14 Facultades, incluyendo un conservatorio y un hospital.
Según el ranking de universidades de The Times Higher Education Supplement y QS World University Rankings la NUS es la mejor universidad en Asia.